# South Australian National Football League
Die South Australian National Football League (SANFL) ist ein Verband und zugleich eine Spielklasse des Australian Football in South Australia. Es gibt 10 Vereine in der SANFL.

## Geschichte
1870 wurde die South Australian National Football League (SANFL) als South Australian Football Association (SAFA) gegründet. Die SANFL ist einer der weltweit ältesten Football-Verbände und der älteste in Australien. Ursprünglich gab es zwölf Clubs, 1886 beispielsweise aber nur vier. Heute gibt es zehn Vereine. Der neueste Club, Adelaide, wurde im Jahr 2014 zugelassen.

## Vereine
| Farben | Verein                 | Spitzname    | Stadion                       | Eingetragen Wettbewerb | Meisterschaften | Letzte Meisterschaft |
| ------ | ---------------------- | ------------ | ----------------------------- | ---------------------- | --------------- | -------------------- |
|        | Adelaide               | Crows        | N/A                           | 2014                   | 0               | N/A                  |
|        | Central District       | Bulldogs     | Elizabeth Oval                | 1964                   | 9               | 2010                 |
|        | Glenelg                | Tigers       | Glenelg Oval                  | 1921                   | 4               | 1986                 |
|        | North Adelaide         | Roosters     | Prospect Oval                 | 1887                   | 13              | 1991                 |
|        | Norwood                | Redlegs      | Norwood Oval                  | 1878                   | 29              | 2013                 |
|        | Port Adelaide          | Magpies      | Alberton Oval                 | 1877                   | 36              | 1999                 |
|        | South Adelaide         | Panthers     | Noarlunga Oval                | 1877                   | 11              | 1964                 |
|        | Sturt                  | Double Blues | Unley Oval                    | 1901                   | 13              | 2002                 |
|        | West Adelaide          | Bloods       | Richmond Oval                 | 1897                   | 8               | 1983                 |
|        | Woodville-West Torrens | Eagles       | Woodville Oval Thebarton Oval | 1991                   | 3               | 2011                 |

## Meister
| Jahr      | Verein                 |
| --------- | ---------------------- |
| 1877      | South Adelaide         |
| 1878      | Norwood                |
| 1879      | Norwood                |
| 1880      | Norwood                |
| 1881      | Norwood                |
| 1882      | Norwood                |
| 1883      | Norwood                |
| 1884      | Port Adelaide          |
| 1885      | South Adelaide         |
| 1886      | Adelaide               |
| 1887      | Norwood                |
| 1888      | Norwood                |
| 1889      | Norwood                |
| 1890      | Port Adelaide          |
| 1891      | Norwood                |
| 1892      | South Adelaide         |
| 1893      | South Adelaide         |
| 1894      | Norwood                |
| 1895      | South Adelaide         |
| 1896      | South Adelaide         |
| 1897      | Port Adelaide          |
| 1898      | South Adelaide         |
| 1899      | South Adelaide         |
| 1900      | North Adelaide         |
| 1901      | Norwood                |
| 1902      | North Adelaide         |
| 1903      | Port Adelaide          |
| 1904      | Norwood                |
| 1905      | North Adelaide         |
| 1906      | Port Adelaide          |
| 1907      | Norwood                |
| 1908      | West Adelaide          |
| 1909      | West Adelaide          |
| 1910      | Port Adelaide          |
| 1911      | West Adelaide          |
| 1912      | West Adelaide          |
| 1913      | Port Adelaide          |
| 1914      | Port Adelaide          |
| 1915      | Sturt                  |
| 1916–1918 | Wettbewerb aushaengt   |
| 1919      | Sturt                  |
| 1920      | North Adelaide         |
| 1921      | Port Adelaide          |
| 1922      | Norwood                |
| 1923      | Norwood                |
| 1924      | West Torrens           |
| 1925      | Norwood                |
| 1926      | Sturt                  |
| 1927      | West Adelaide          |
| 1928      | Port Adelaide          |
| 1929      | Norwood                |
| 1930      | North Adelaide         |
| 1931      | North Adelaide         |
| 1932      | Sturt                  |
| 1933      | West Torrens           |
| 1934      | Glenelg                |
| 1935      | South Adelaide         |
| 1936      | Port Adelaide          |
| 1937      | Port Adelaide          |
| 1938      | South Adelaide         |
| 1939      | Port Adelaide          |
| 1940      | Sturt                  |
| 1941      | Norwood                |
| 1942–1944 | Wettbewerb aushaengt   |
| 1945      | West Torrens           |
| 1946      | Norwood                |
| 1947      | West Adelaide          |
| 1948      | Norwood                |
| 1949      | North Adelaide         |
| 1950      | Norwood                |
| 1951      | Port Adelaide          |
| 1952      | North Adelaide         |
| 1953      | West Torrens           |
| 1954      | Port Adelaide          |
| 1955      | Port Adelaide          |
| 1956      | Port Adelaide          |
| 1957      | Port Adelaide          |
| 1958      | Port Adelaide          |
| 1959      | Port Adelaide          |
| 1960      | North Adelaide         |
| 1961      | West Adelaide          |
| 1962      | Port Adelaide          |
| 1963      | Port Adelaide          |
| 1964      | South Adelaide         |
| 1965      | Port Adelaide          |
| 1966      | Sturt                  |
| 1967      | Sturt                  |
| 1968      | Sturt                  |
| 1969      | Sturt                  |
| 1970      | Sturt                  |
| 1971      | North Adelaide         |
| 1972      | North Adelaide         |
| 1973      | Glenelg                |
| 1974      | Sturt                  |
| 1975      | Norwood                |
| 1976      | Sturt                  |
| 1977      | Port Adelaide          |
| 1978      | Norwood                |
| 1979      | Port Adelaide          |
| 1980      | Port Adelaide          |
| 1981      | Port Adelaide          |
| 1982      | Norwood                |
| 1983      | West Adelaide          |
| 1984      | Norwood                |
| 1985      | Glenelg                |
| 1986      | Glenelg                |
| 1987      | North Adelaide         |
| 1988      | Port Adelaide          |
| 1989      | Port Adelaide          |
| 1990      | Port Adelaide          |
| 1991      | North Adelaide         |
| 1992      | Port Adelaide          |
| 1993      | Woodville-West Torrens |
| 1994      | Port Adelaide          |
| 1995      | Port Adelaide          |
| 1996      | Port Adelaide          |
| 1997      | Norwood                |
| 1998      | Port Adelaide          |
| 1999      | Port Adelaide          |
| 2000      | Central District       |
| 2001      | Central District       |
| 2002      | Sturt                  |
| 2003      | Central District       |
| 2004      | Central District       |
| 2005      | Central District       |
| 2006      | Woodville-West Torrens |
| 2007      | Central District       |
| 2008      | Central District       |
| 2009      | Central District       |
| 2010      | Central District       |
| 2011      | Woodville-West Torrens |
| 2012      | Norwood                |
| 2013      | Norwood                |
| 2014      | Norwood                |
| 2015      | West Adelaide          |